# Троицкий (Башкортостан)
Троицкий (баш. Троицкий) — село в Благоварском районе Республики Башкортостан Российской Федерации. Центр Троицкого сельсовета.

## География

### Географическое положение
Расстояние до:
- районного центра (Языково): 28 км,
- ближайшей ж/д станции (Благовар): 41 км.

## Население
| 2002 | 2009 | 2010 |
| ---- | ---- | ---- |
| 445  | ↗457 | ↘408 |

Согласно переписи 2002 года, преобладающие национальности — русские (40 %), украинцы (31 %).

## Религия
В селе есть православная церковь Троицы Живоначальной.